# Johan Brauner
Johan "Hans" Brauner, född Braun 5 november 1668, död 10 juli 1743, var en svensk landshövding och poet. 

## Biografi
Johan Brauner var son till prosten, slottsprästen och riksdagsmannen Nicolaus Brodderi Bruun och Christina, född Walleria. Han var bror till biskopen i Kalmar Nicolaus Nicolai Braun och till Lars Braunerskiöld. Han föddes i Fagerhults prästgård och blev efter skolgång i Kalmar inskriven vid Uppsala universitet 1685, där han avancerade till vice bibliotekarie.
1707 utsågs han till protonotarie i justitierevisionen och året därpå till sekreterare i Karl XII:s kansli och till referendariesekreterare vid kansliets finska expedition. 1710 blev han protokollsekreterare i justitierevisionen, 1712 Censor librorum och kunglig bibliotekarie samt 1714 kansliråd. Han deltog även vid riksdagarna 1723-34.
Johan Braun adlades för sina insatser 1715 med namnet Brauner, och till friherre 1731, varefter han skrev sig till Säby. År 1719 utnämndes han till vice statssekreterare i krigsexpeditionen. År 1727 befordrades Brauner till landshövding över Kronobergs län och 1729 till landshövding över Uppsala län, en tjänst han innehade fram till sin död 1743. 
Brauner gjorde sig även känd som en flitig författare av eleganta latinska festskrifter.
Brauner var gift med Margareta Törne, dotter till handelsborgmästaren Nils Hansson Törne i Stockholm och Ursilia Andersén, samt syster till Carl som adlades Törnstierna. Ett av deras barn var Johan Brauner. Dottern Sara Charlotta var gift med Johan Ihre och hennes syster Hedvig Maria med friherre Bielke.
Han ligger begravd i Östuna kyrka i Uppland.